# Ratpenat de nas tubular tenaç
El ratpenat de nas tubular tenaç (Paranyctimene tenax) és una espècie de ratpenat de la família dels pteropòdids. Viu a Indonèsia i Papua Nova Guinea. El seu hàbitat natural són els boscos humits tropicals, els jardins rurals i els aiguamolls. No hi ha cap amenaça important que posi en perill la supervivència d'aquesta espècie.